# 菜公路
菜公路（Caigong Rd.），以及菜公一路，為高雄市左營區的一般道路，本道路為早年左營舊聚落通往菜公聚落的重要道路。但因高鐵左營站、國道10號左營端及都市重劃等原因，現今菜公路許多路段已經消失，呈斷斷續續之貌，(中段大致為今大中路)。菜公路起點為左營大路口。

## 行經行政區域
- 左營區

## 沿線設施
- 菜公路：
  - 左營第四公有零售市場（哈囉市場）
- 菜公一路：
  - 菜公豐谷宮
  - 菜公公園
  - 高雄市政府消防局新莊分隊

## 相關連結
- 高雄市主要道路列表